# Jonathan Lebed
Jonathan G. Lebed (29 settembre 1984) è un trader perseguito dalla Securities and Exchange Commission all'età di quindici anni per guadagno illecito attraverso internet.
Nel 2010 viveva a Wayne in New Jersey ed era l'unico proprietario della Lebed Biz LLC, che gestisce un sito web, il quale pubblicizza la vendita di penny stock. Nel 2008 una compagnia ha vinto 2.56 milioni di dollari in una causa contro Lebed. È il primo minore accusato dalla Securities and Exchange Commission.

## Biografia
Cresciuto a Cedar Grove in New Jersey, frequentava la Cedar Grove High School senza portare a termine gli studi.
Nel 2003 tenta di entrare in politica per le elezioni nella sua Cedar Grove, senza riuscirci.

## Problemi legali
Lebed, tra il settembre del 1999 e il febbraio del 2000, ha guadagnato centinaia di migliaia di dollari pubblicando su chat room e forum messaggi che incoraggiavano gli investitori ad acquistare azioni già di suo possesso e che, secondo la Securities and Exchange Commission (SEC), alzavano artificialmente il prezzo delle stesse. La SEC, il cui presidente era Arthur Levitt, gli fece causa; nel 2001 Lebed e la SEC hanno negoziato per vie non giudiziarie che il primo restituisse i suoi profitti illeciti, più gli interessi, per un totale di 285.000 dollari — permettendogli di tenere per sé circa mezzo milione di dollari. Il caso è stato controverso - la SEC non aveva mai fatto causa a un minore - e ha attratto l'interesse del mondo dei media. Lebed, da parte sua, sosteneva che l'attività da lui portata avanti per ben undici volte non era molto diversa da quella in cui sono quotidianamente occupati gli analisti di Wall Street, a parte per il fatto che lui si era servito di Internet.
Nonostante il discredito gettato su di lui dalla SEC e dalla stampa, Lebed non ha smesso di operare nei mercati finanziari e addirittura vende i suoi consigli nel campo tramite un'apposita newsletter con un guadagno di circa due milioni di dollari annuali per il trader. Nel 2001 la BBC ha dedicato a Lebed e al suo caso un episodio del documentario The Future Just Happened con lo scrittore Michael Lewis.